# Hybodus
Hybodus – rodzaj wymarłych, średniej wielkości rekinów z rodziny †Hybodontidae.
Przedstawiciele tego rodzaju znani są od warstw z pogranicza dolnego i środkowego triasu po najwyższą część kredy (kampan lub mastrycht). Opisywano również jego przedstawicieli z karbonu i permu, ale te okazy zostały później zaliczone do innych rodzajów. Rekiny z rodzaju Hybodus były jednymi z ważniejszych drapieżników płytkich mórz przez niemal całą erę mezozoiczną, a zwłaszcza w triasie. Przyczyny ich wyginięcia nie są dokładnie poznane.
Hybodus osiągał długość około dwóch metrów. Miał wydłużony, opływowy tułów z dwiema płetwami grzbietowymi zwiększającymi jego sterowność. Każda z tych płetw miała duży kolec płetwowy, przeważnie z dwoma szeregami drobnych ząbkowań. Kolce te mogły służyć do obrony. Jama gębowa była niewielka i raczej uniemożliwiała polowanie na dużą zdobycz. Uzębienie rekinów Hybodus miało główny wierzchołek położony centralnie i kilka mniejszych leżących po obu stronach głównego. Stosunek długości głównego do bocznych wierzchołków był różny, w zależności od gatunku i od położenia zęba w jamie gębowej. Podobnie zróżnicowany był kształt głównego wierzchołka, większość okazów ma dość ostry i wąski wierzchołek, ale u niektórych był on bardziej masywny. Były to zęby typu chwytającego, a u niektórych gatunków rozdzierającego. Te ostatnie występują u gatunków znacznie większych niż te, które miały zęby chwytające. Polowały prawdopodobnie na ryby, a niektóre gatunki także na bezkręgowce o niezbyt grubej skorupce. U samców z płetw brzusznych wykształciły się organy rozrodcze służące do zapłodnienia wewnętrznego samicy – występują one również u współczesnych rekinów.
Były to ryby głównie przydenne, preferujące wody płytkie, morskie lub półsłone.
Szczątki Hybodus odnaleziono w Afryce, Ameryce Północnej, Azji oraz Europie. Do dziś najliczniej zachowały się zęby rekinów z tego rodzaju, skamieniałe kolce płetw grzbietowych są rzadsze. Pospolicie znajdowany w Polsce.

## Wybrane gatunki
- †Hybodus butleri
- †Hybodus fraasi
- †Hybodus houtienensis
- †Hybodus montanendis
- †Hybodus obtusus
- †Hybodus parvidens
- †Hybodus rajkovichi